# Dragostin
Dragostin (în bulgară Драгостин) este un fost sat  în comuna Goțe Delcev, Regiunea Blagoevgrad, Bulgaria.
Așezarea a fost deființată conform Hotărârii 136/2008 a Consililului de Miniști, pe motiv că acesta a fost părăsit în totalitate de multă vreme. Foștii locuitori ai satului locuiesc actualmente în orașul Goțe Delcev. Satului Dragostin i-au fost întrerupte energia electrică și serviciile de telefonie, iar terenurile din sat au fost înglobate localității Goțe Delcev. Până în 1934 localitatea s-a numit Borjoza.